# Pierce-Arrow

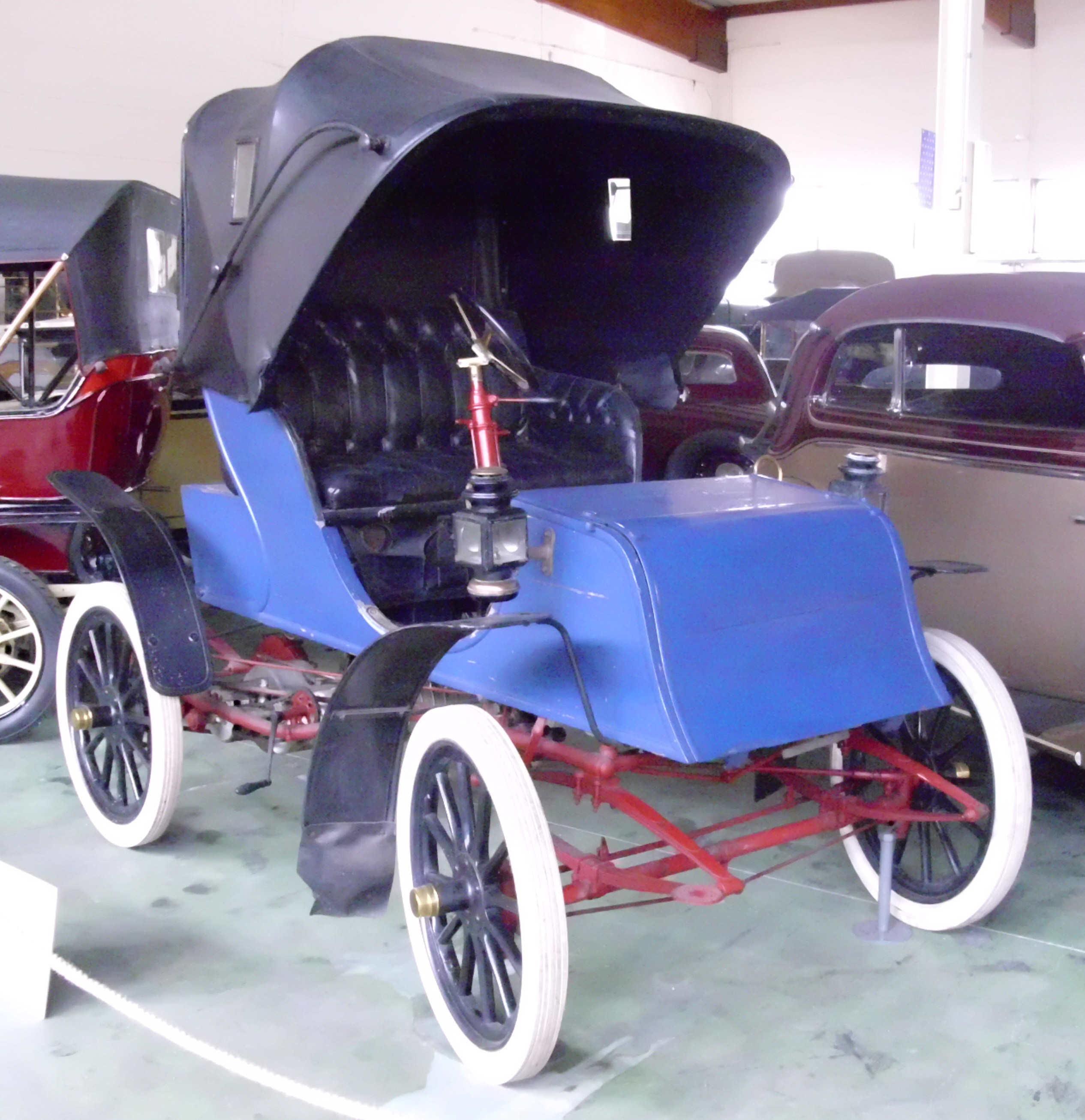
Pierce-Arrow (1903)

Pierce-Arrow Motor Car Company fue una empresa estadounidense fabricante de automóviles. Basada en Buffalo, Nueva York, estuvo activa desde 1901 hasta 1938. Aunque era especialmente conocida por sus caros coches de lujo, también construyó camiones comerciales y todoterreno, coches de bomberos, motocicletas, y bicicletas.

## Primeros años
El negocio precursor de Pierce-Arrow se estableció en 1865 como Heinz, Pierce y Munschauer. La compañía se dedicaba a la producción de utillaje doméstico, especialmente sus delicadas jaulas para pájaros doradas. En 1872 George Norman Pierce (1846-1910) compró a sus socios la compañía, le cambió el nombre a George N. Pierce Company, y en 1896 añadió las bicicletas a la línea de productos. La empresa no tuvo éxito en su intento de construir un coche con motor de vapor en 1900 bajo licencia Overman, pero ya en 1901 había construido su primer vehículo con motor de explosión, un Motorette monocilíndrico de dos velocidadades y sin marcha atrás. En 1903,  produjo un coche con motor de dos cilindros, el Arrow.
En 1904 Pierce decidió centrarse en la fabricación de un coche más grande y más lujoso, orientado al sector del mercado de mayor poder adquisitivo, el Great Arrow, que se convirtió en su producto de más éxito. Este vehículo de sólida construcción con motor de cuatro cilindros, ganó el Trofeo Glidden en 1905, una prueba de resistencia que premiaba al coche más fiable. Treinta y tres coches participaron en la carrera de 1100 millas entre la Ciudad de Nueva York y Bretton Woods (Nueva Hampshire); y fue Percy Pierce quien ganó la prueba con su Great Arrow.
El notable arquitecto industrial Albert Kahn diseñó la nueva Factoría Pierce Arrow en la avenida Elmwood (avenida Great Arrow a partir de 1906), incluida en el Registro Nacional de Lugares Históricos en 1974. Pierce vendió todos sus derechos en la compañía en 1907, y murió tres años más tarde. En 1908, la empresa fue rebautizada como The Pierce-Arrow Motor Car Company.

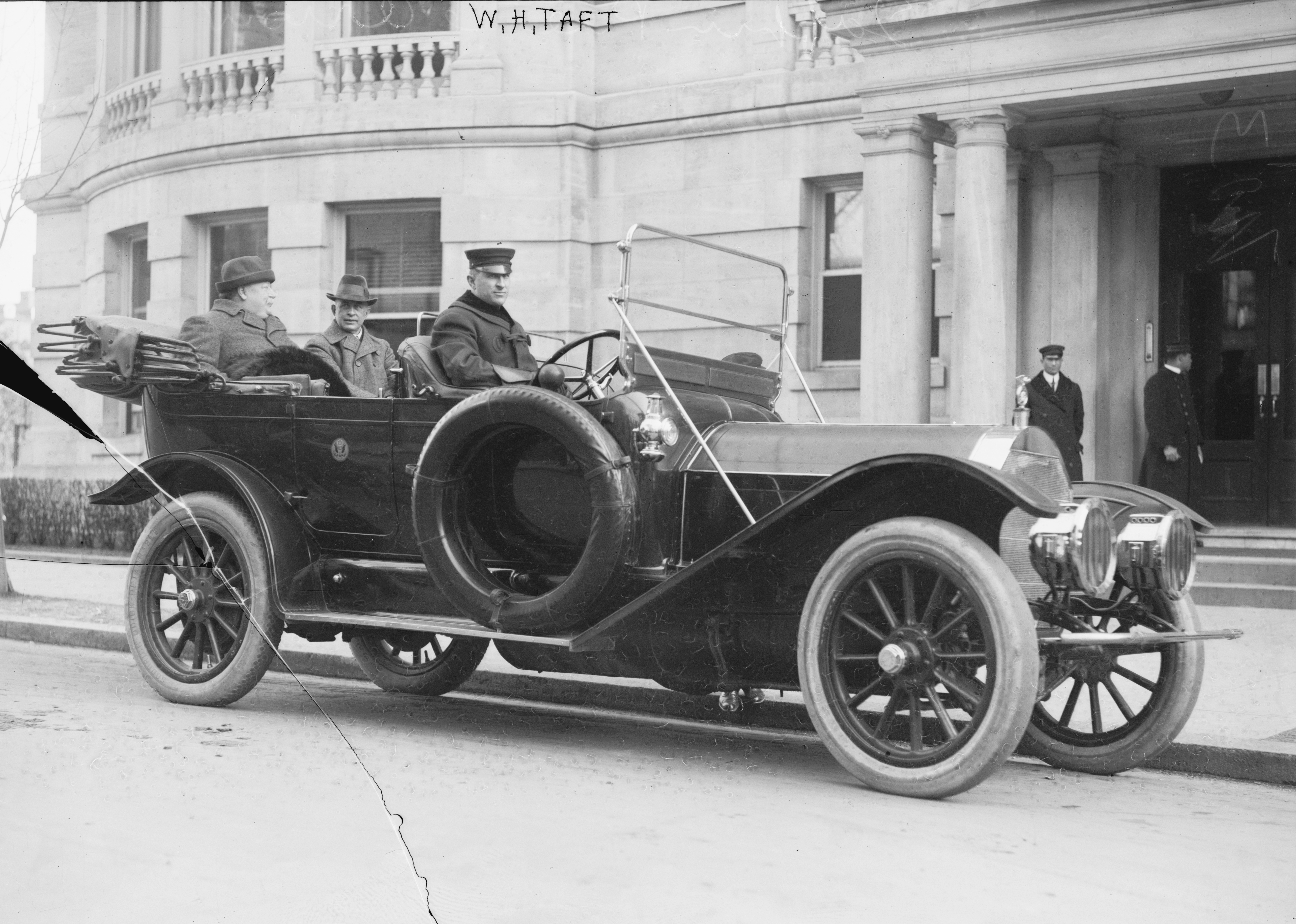
Pierce Arrow del Presidente Taft

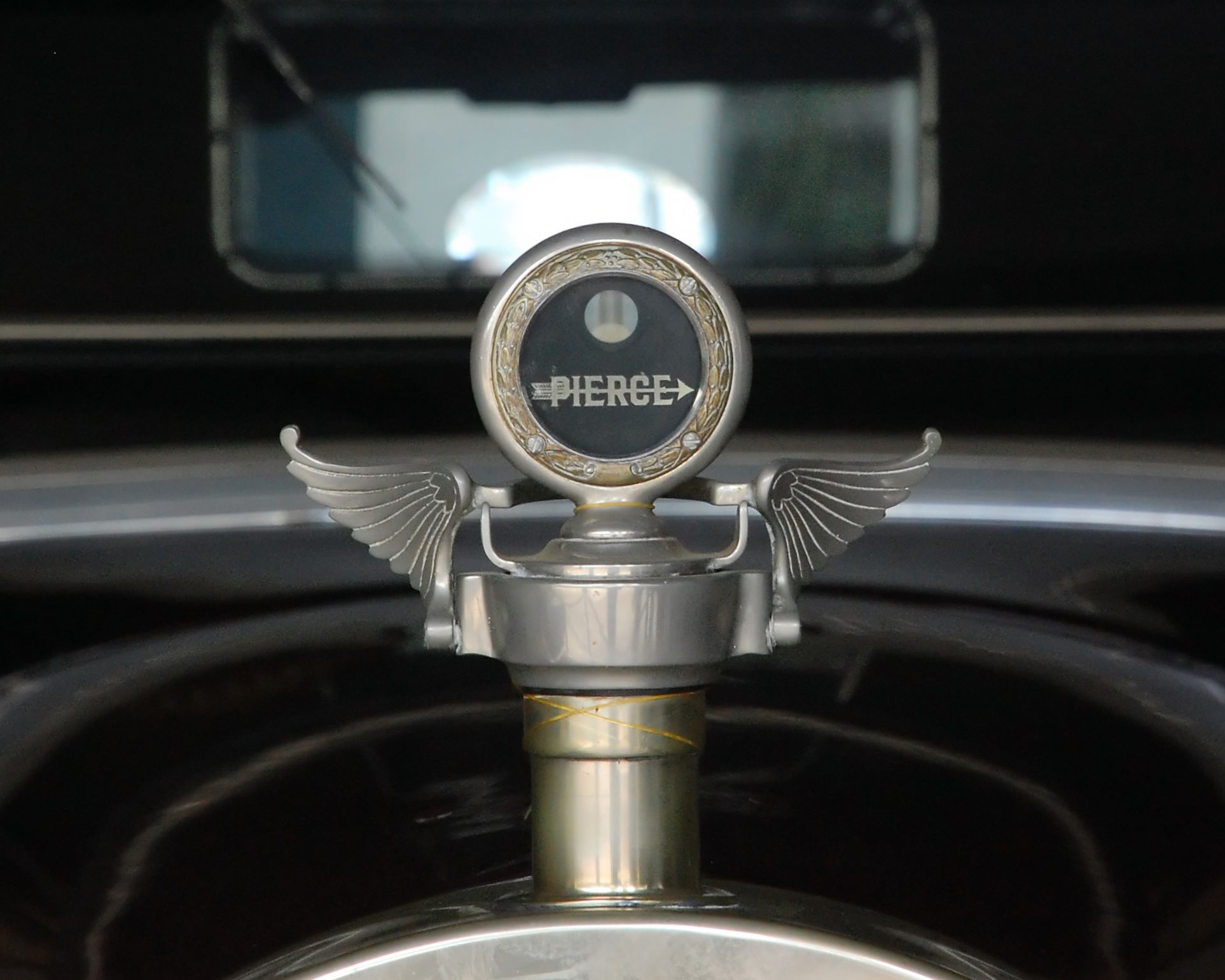
Emblema sobre el radiador de un roadster de 1919

En 1909, el presidente de los Estados Unidos William Howard Taft encargó dos Pierce-Arrow (y dos White Model M Tourer) para ser utilizados en actos públicos, los primeros coches oficiales de la Casa Blanca.
La gama de motores del Pierce-Arrow empezaba en un masivo 11,7 L de cilindrada, aumentado posteriormente a 13,5 L, en aquel momento el motor más grande con diferencia ofrecido en cualquier automóvil de producción en el mundo. En 1910 Piarce abandonó sus modelos de 4 cilindros y se centró exclusivamente en los de 6 cilindros. Los modelos 6-36, 6-48, y 6-66 se mantuvieron durante la década siguiente. A partir de 1918, Pierce-Arrow adoptó un sistema de cuatro válvulas en cabeza por cilindro en sus motores de seis cilindros en línea (Dual Valve Six), uno de los pocos, si no el único, motor de válvulas laterales múltiples jamás diseñado.
George N. Pierce falleció en 1910. En 1912 Herbert M. Dawley (más tarde actor y director en Broadway) se incorporó a Pierce-Arrow, diseñando prácticamente cada modelo hasta 1938. Pierce-Arrow también mantuvo una línea de motocicletas hasta 1914, incluyendo el modelo Pierce Four.

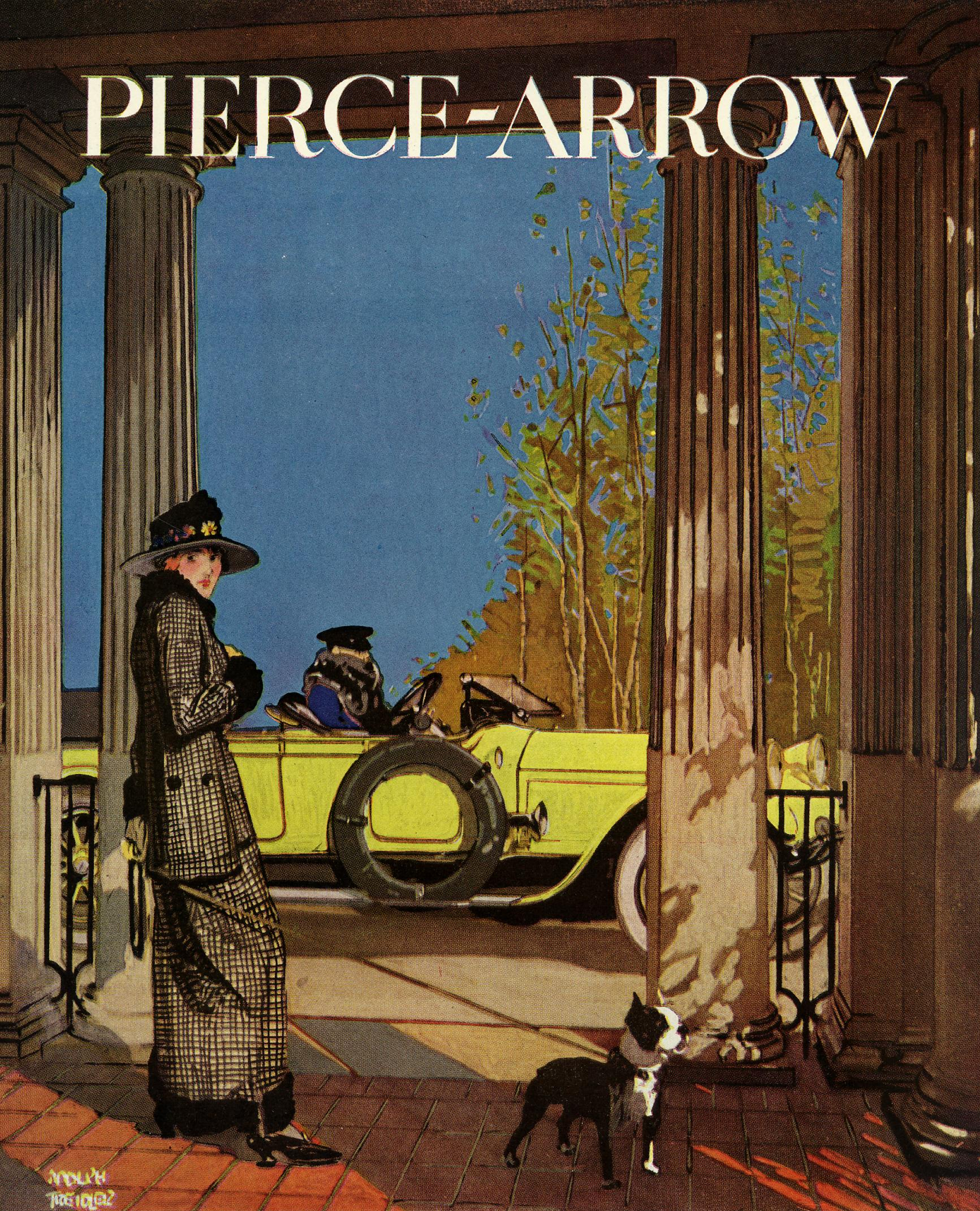
1919 Cartel de Pierce-Arrow; los anuncios de coches en los primeros años de la marca eran minimalistas y artísticos, y no mostraban detalles de los coches.

En 1914 Pierce-Arrow adoptó un estilo que se convertiría en su sello característico, desplazando los faros de su tradicional posición a ambos lados del radiador, a alojamientos acampanados moldeados sobre los guardabarros delanteros. Este detalle proporcionaba a sus automóviles un aspecto inmediatamente reconocible vistos desde delante o lateralmente. Por la noche, el automóvil aparentaba tener una anchura mayor. Pierce patentó este diseño, que mantuvo hasta sus últimos modelos en 1938, a pesar de que siempre se ofreció a los clientes la opción de montar faros convencionales. Solo una minoría eligió esta última opción.
Un Pierce-Arrow de 1919 restaurado se exhibe en la Biblioteca Presidencial Woodrow Wilson. Un modelo descapotable de la marca llevó a Woodrow Wilson y a Warren G. Harding a la proclamación presidendial del segundo en 1921.
El Pierce-Arrow se convirtió en un símbolo de estatus, y muchas estrellas de Hollywood y magnates poseían uno. La mayoría de las casas reales de todo el mundo tenían al menos un Pierce-Arrow en sus colecciones. Se ha descrito a Pierce y a dos de sus rivales entre los coches de lujo americanos, Peerless y Packard, como las "Tres P del mundo del Motor."
El experto en eficiencia industrial Frank Gilbreth exaltaba las virtudes del Pierce-Arrow tanto por su calidad como por su capacidad de transportar sin incidentes a su gran familia. Su batalla era  de 12 pies (3,73 m). En 1919, la transmisión montaba una caja de cambios manual de cuatro velocidades.
El famoso actor Sessue Hayakawa (uno de los protagonistas de la película El puente sobre el río Kwai) conducía un Pierce-Arrow hecho de encargo decorado en oro y plata como símbolo de estatus, lo que desagradó a muchas familias americanas, provocando una corriente de desdén debido a su estilo de vida extravagante y sus idilios, motivando la aparición de estereotipos negativos sobre los hombres asiáticos.
Los anuncios de Pierce-Arrow eran artísticos y minimalistas. Inusualmente en la publicidad automovilística, la imagen del coche solía aparecer al fondo más que en primer plano. Normalmente solo era visible parte del coche. El Pierce-Arrow era típicamente presentado en encuadres elegantes y glamurosos. Algunos anuncios mostraban los coches en lugares inusuales, como en ambientes del Viejo Oeste y en otros encuadres rurales, un recordatorio de su fortaleza y calidad.
Varios Pierce-Arrow de segunda mano fueron comprados por departamentos de bomberos, que conservando sus motores y alargando sus chasis, se convirtieron en vehículos contra incendios, permaneciendo en algunos casos hasta 20 años en servicio.

## 1928–1933
En 1928, la Studebaker se hizo con el control de la empresa de Búfalo. La asociación duró cinco años, con beneficios moderados para ambas compañías, cuyos departamentos de ingeniería continuaron trabajando como entidades independientes. Pierce-Arrow también mejoró su difusión cuando sus coches fueron vendidos a través de la red comercial de Studebaker. Bajo la dirección de Studebaker, Pierce-Arrow retiró su venerable motor de 6 cilindros y en 1929 introdujo un motor de ocho cilindros en línea, con un cubicaje de 6 litros.

## 1933 Silver Arrow y el final de la serie

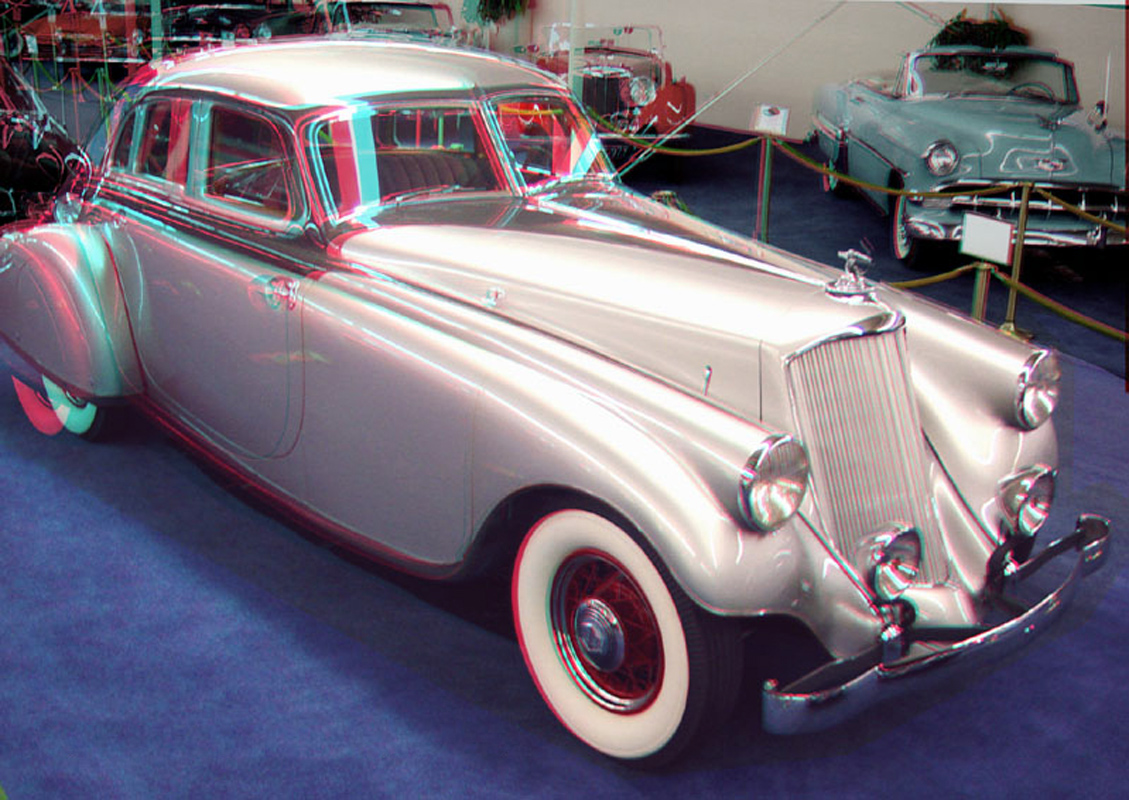
Silver Arrow

En 1933, Pierce-Arrow presentó el Siver Arrow (un vehículo de líneas extremadamente aerodinámicas) en el Salón de Nueva York, en un intento final de seducir a las clases más adineradas. El coche fue bien recibido por el público y la prensa del automóvil, siendo anunciado con el eslogan "!De repente es 1940!" Pierce vendió cinco unidades, pero su precio de 10.000 dólares durante el peor período de la Depresión, hacía que incluso los ricos se lo pensaran antes de gastar tanto. La carrocería fue construida por Studebaker, y posteriormente sirvió para lanzar un modelo similar más barato. Carecía de muchas de las características del coche de lujo exhibido, y a pesar de su precio más ajustado, no consiguió generar grandes ventas.
Desde 1936 Pierce-Arrow produjo una línea de camiones agrícolas, denominada Pierce-Arrow Travelodge. También produjeron un nuevo sedán V-12 rediseñado, considerado el más seguro y lujoso de su época.
El Ferrocarril Sureño de Río Grande convirtió cinco Pierce-Arrow (y un par de Buicks) en automotores, autobuses y camiones dotados con ruedas metálicas para circular sobre raíles. El apodo de Gansos Galopantes fue pronto aplicado a estos vehículos, según se dice debido a su movimiento bamboleante y al sonido de sus bocinas. La mayoría de estas transformaciones todavía se conservan.
Pierce fue la única marca de lujo que no produjo modelos más baratos (por ejemplo, como el Packard 120) para obtener un flujo de dinero efectivo, y sin ventas o fondos para financiar su desarrollo, la compañía declaró su insolvencia en 1938, y tuvo que cerrar sus puertas. El último Pierce-Arrow fue construido por Karl Wise, el ingeniero jefe de la empresa, utilizando partes autorizadas por los auditores de la compañía. Las existencias restantes de Pierce (probablemente incluyendo cuarenta Arrows ensamblados en octubre de 1938), se vendieron  en subasta el viernes 13 de mayo de 1938.
El equipamiento de fábrica utilizado para fabricar los motores V-12 fue comprado por Seagrave Fire Apparatus, que los utilizó para propulsar coches de bomberos.

## El nombre
En 2006, un grupo suizo de entusiastas de los automóviles clásicos utilizaron el nombre para designar a un coche diseñado por Luigi Colani con un motor de 24 cilindros y 10 litros. Según su sitio web, la compañía pretendió revivir el espíritu de Pierce-Arrow con su Silver Arrow II.

## Anuncios
|  |  |  |

## Galería

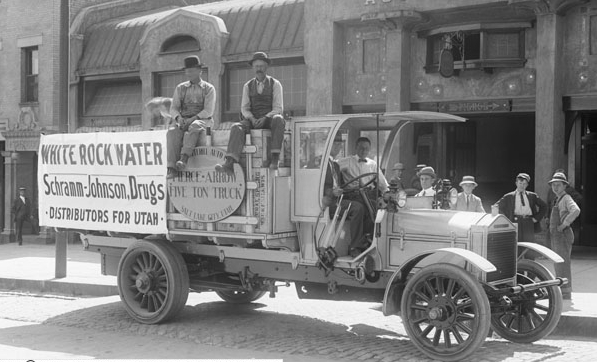
1911 Camión Pierce-Arrow de Cinco toneladas
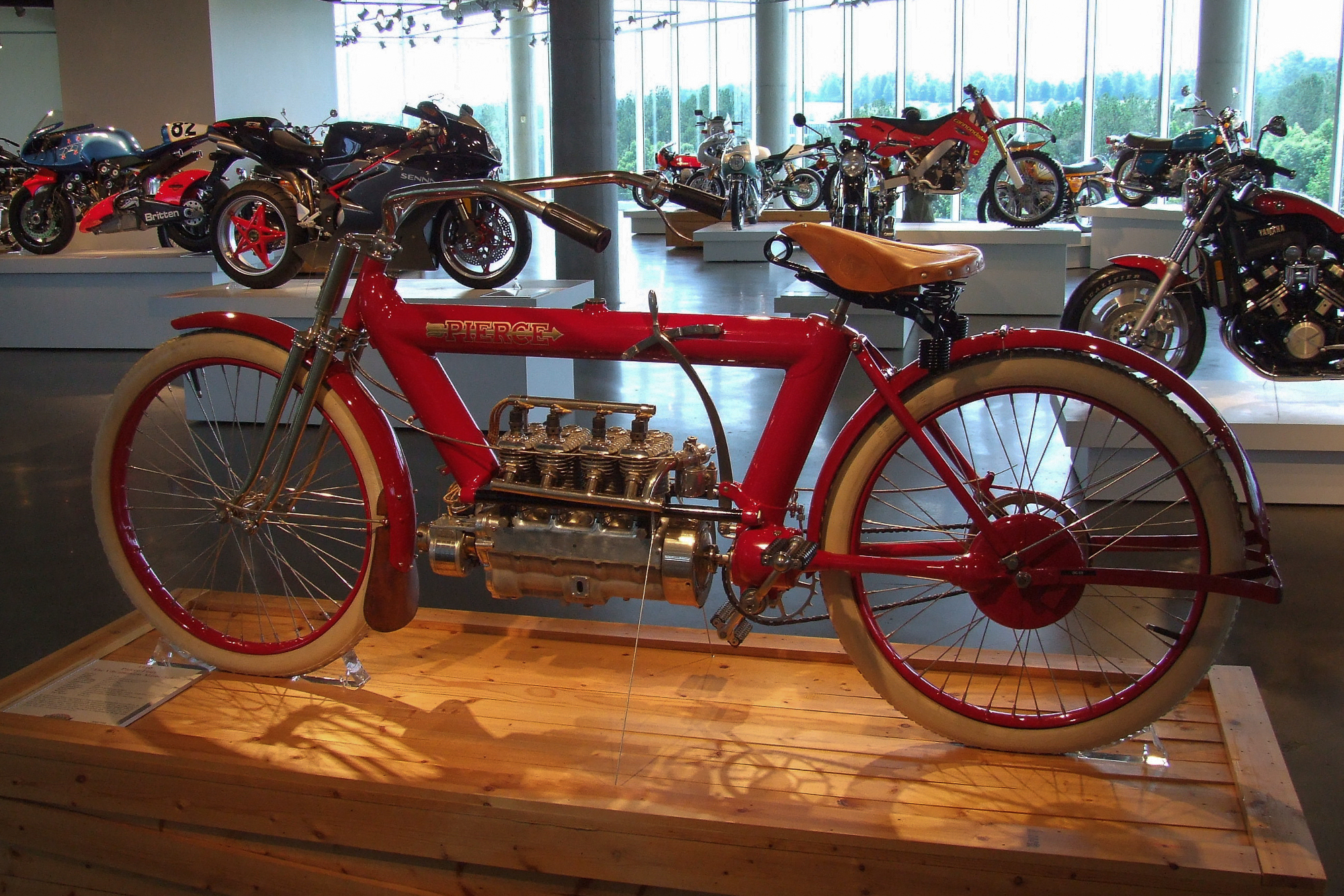
1911 Motocicleta Pierce Four
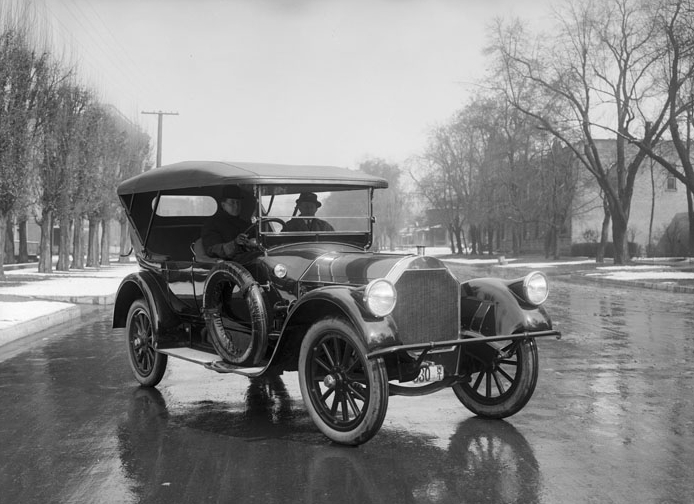
1915 Touring Car, Salt Lake City, Utah
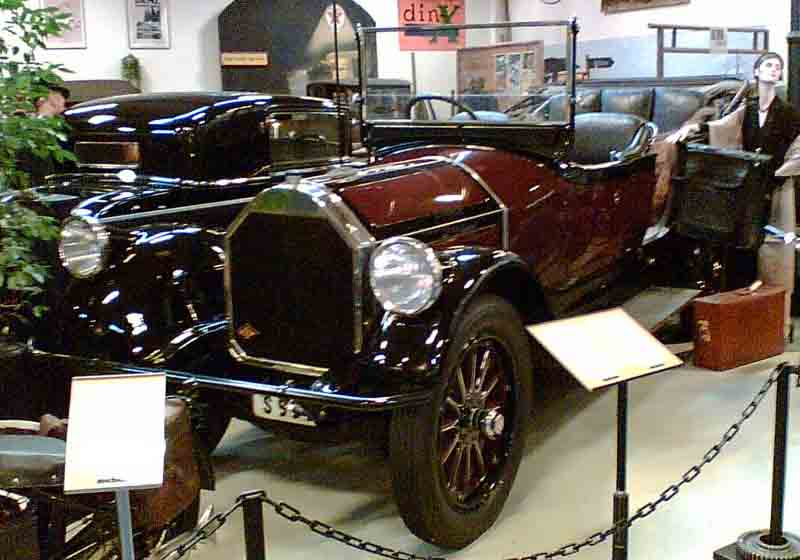
Pierce-Arrow vehicles Model 48-B-5 7-Passenger Touring 1919
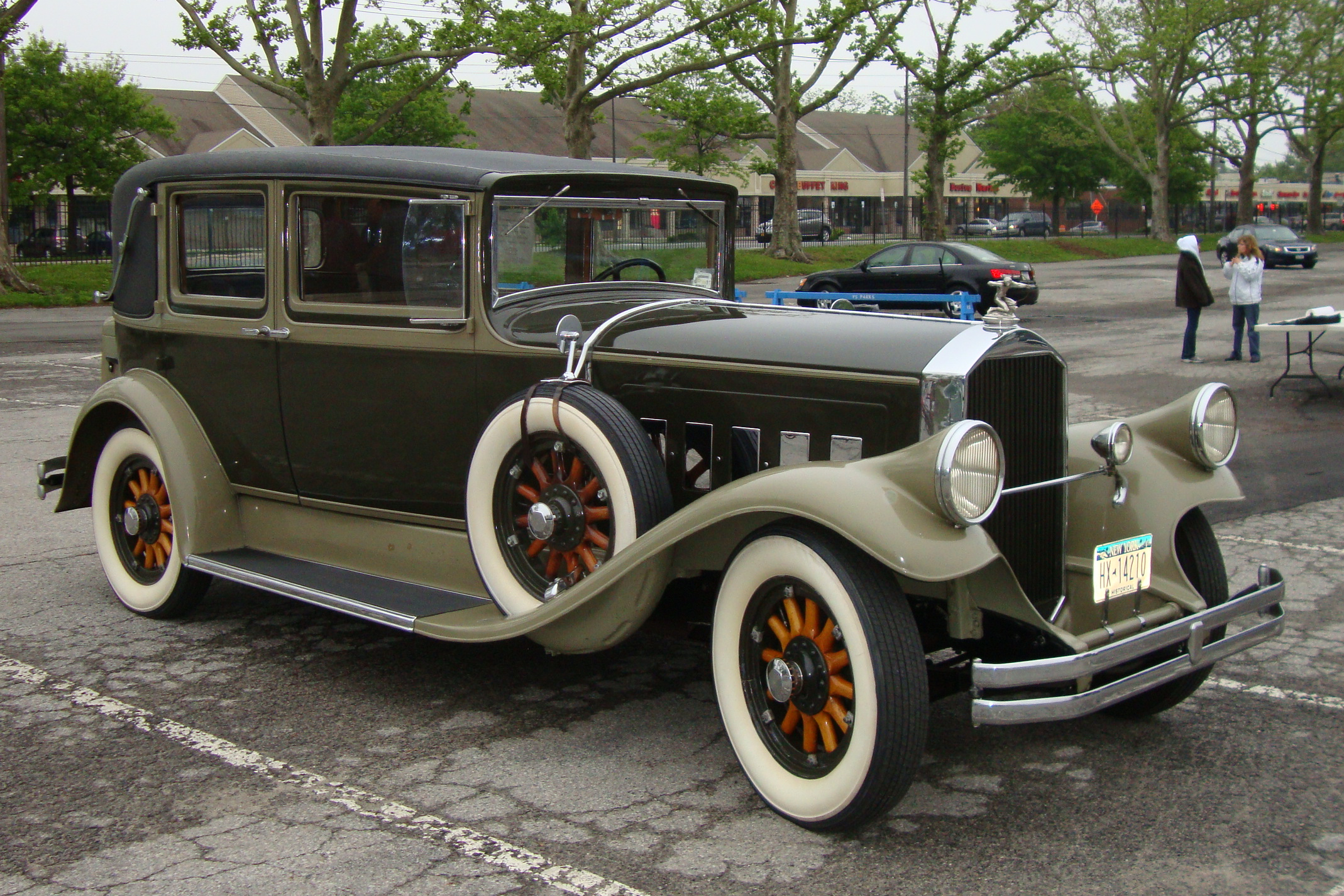
1929 Pierce Arrow

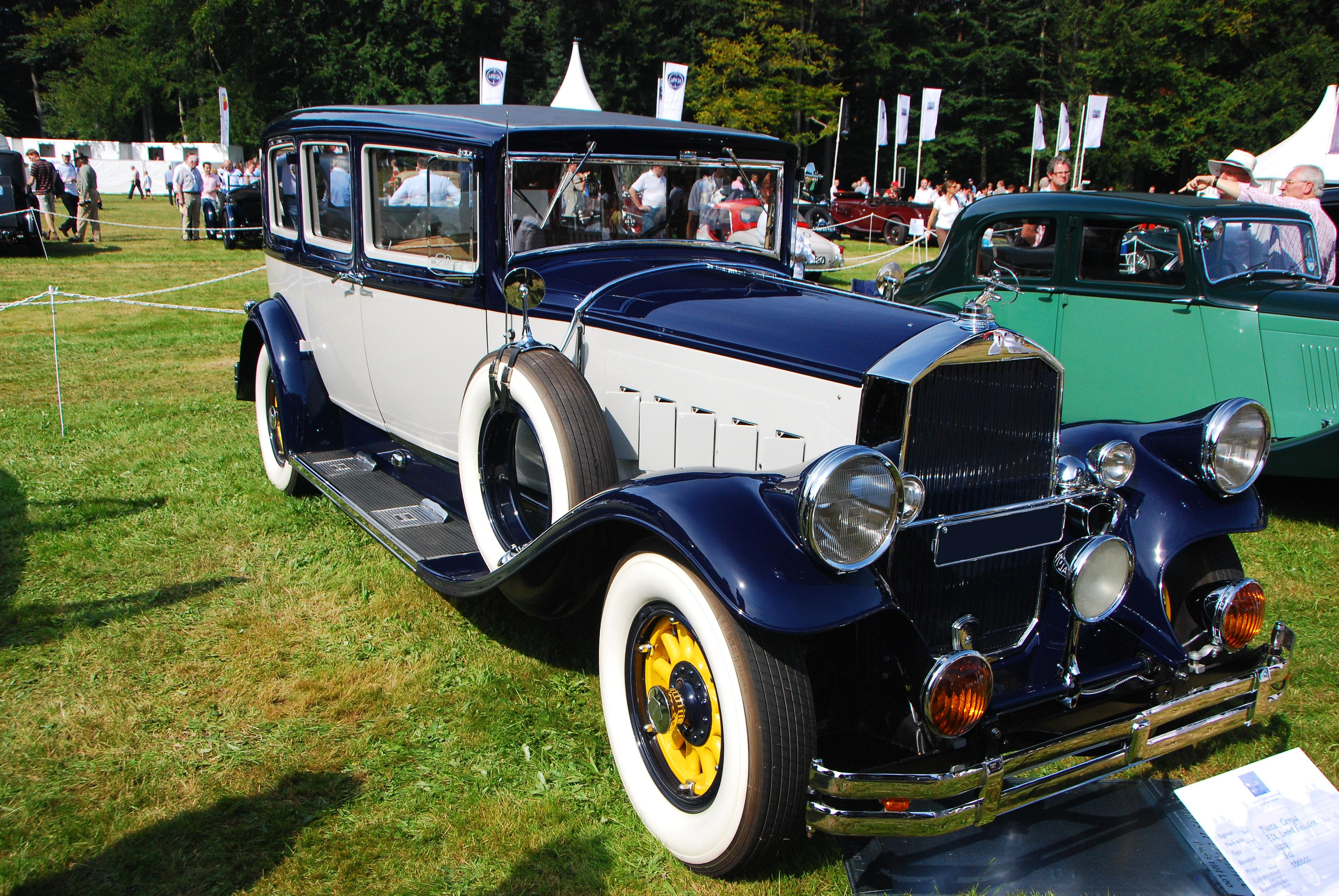
1929 Pierce Arrow
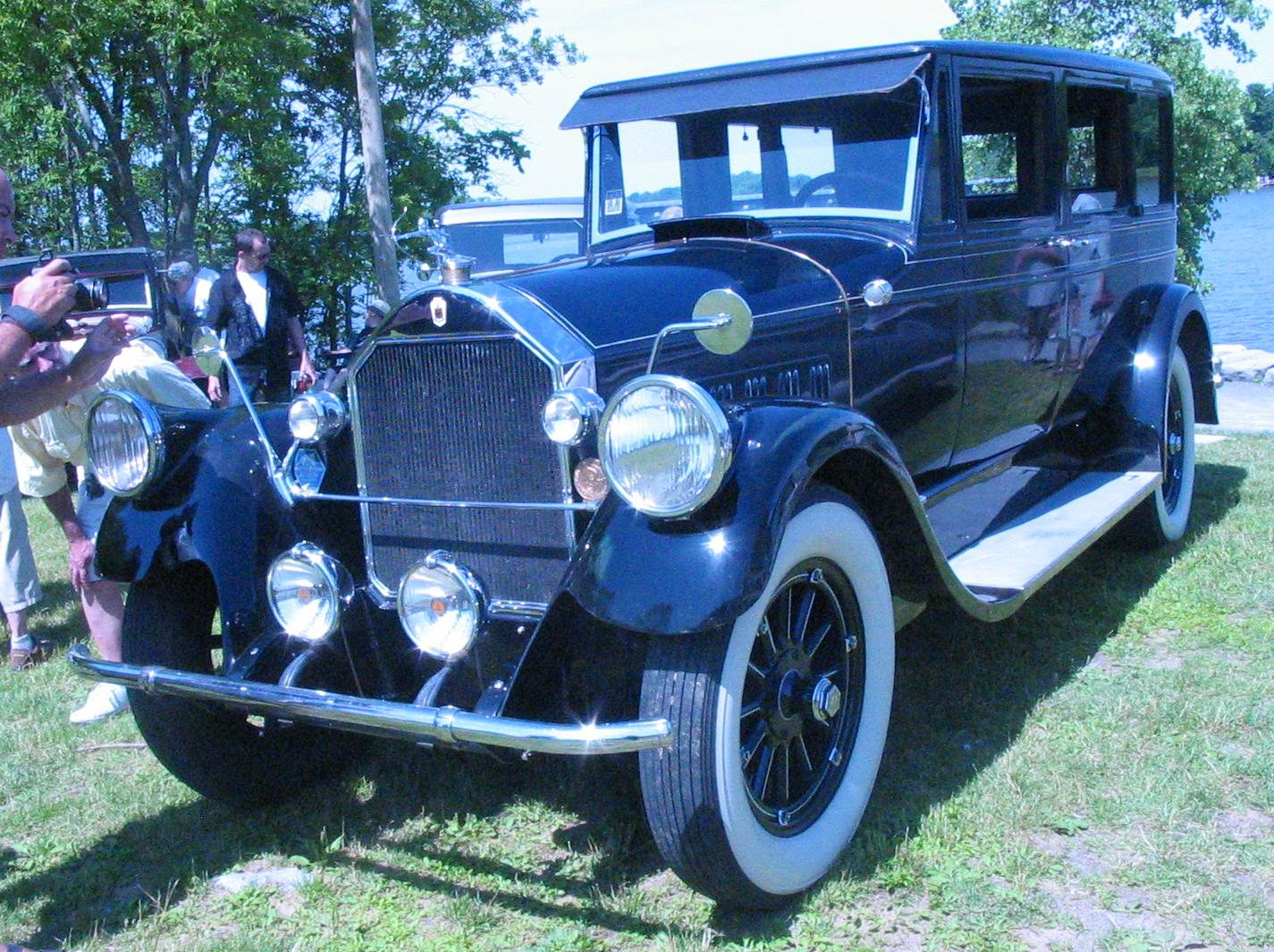
Pierce-Arrow
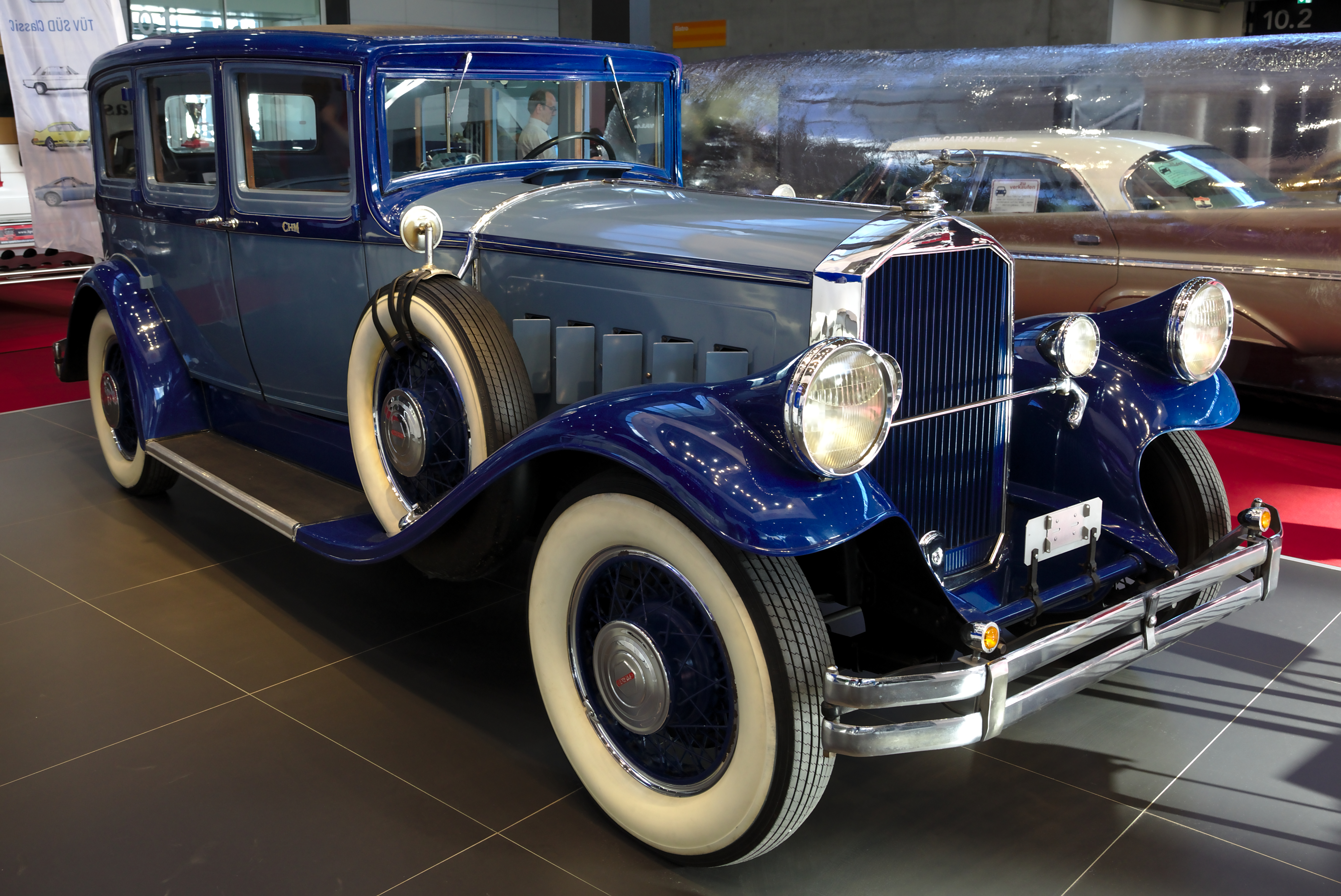
1930 Pierce-Arrow Model B
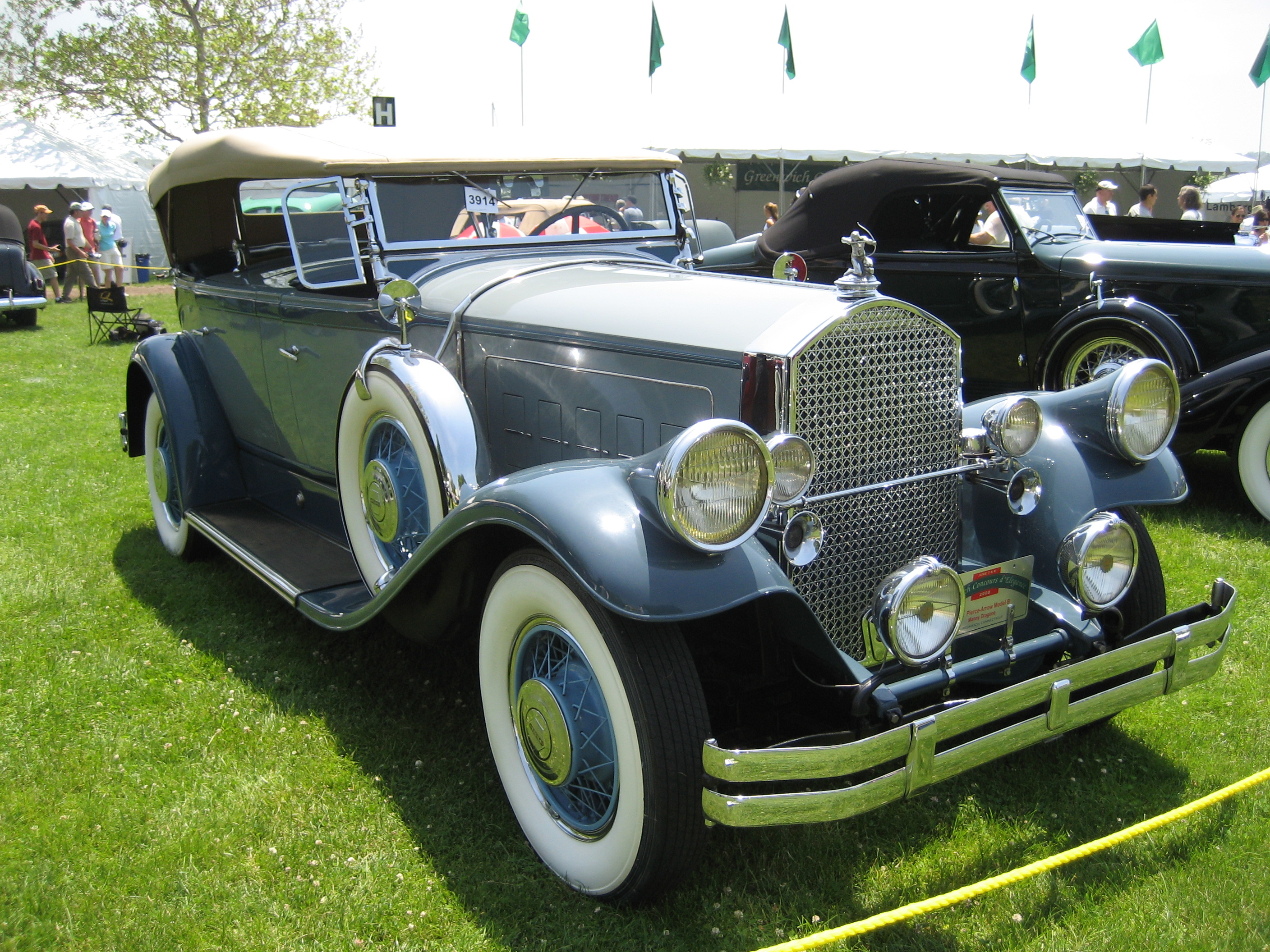
1930 Pierce-Arrow Model B Dual-Cowl Phaeton
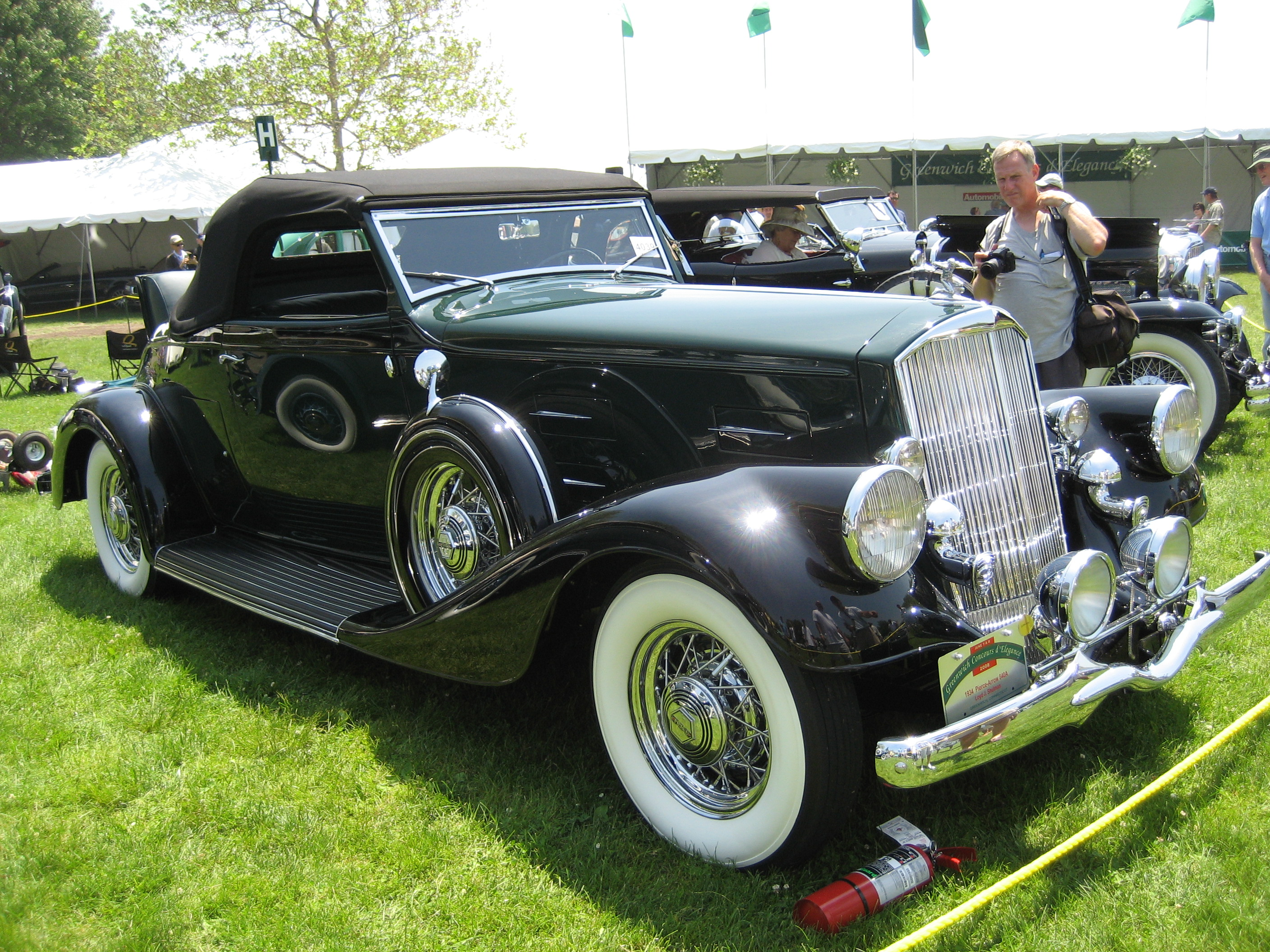
1934 Pierce-Arrow 840A Convertible
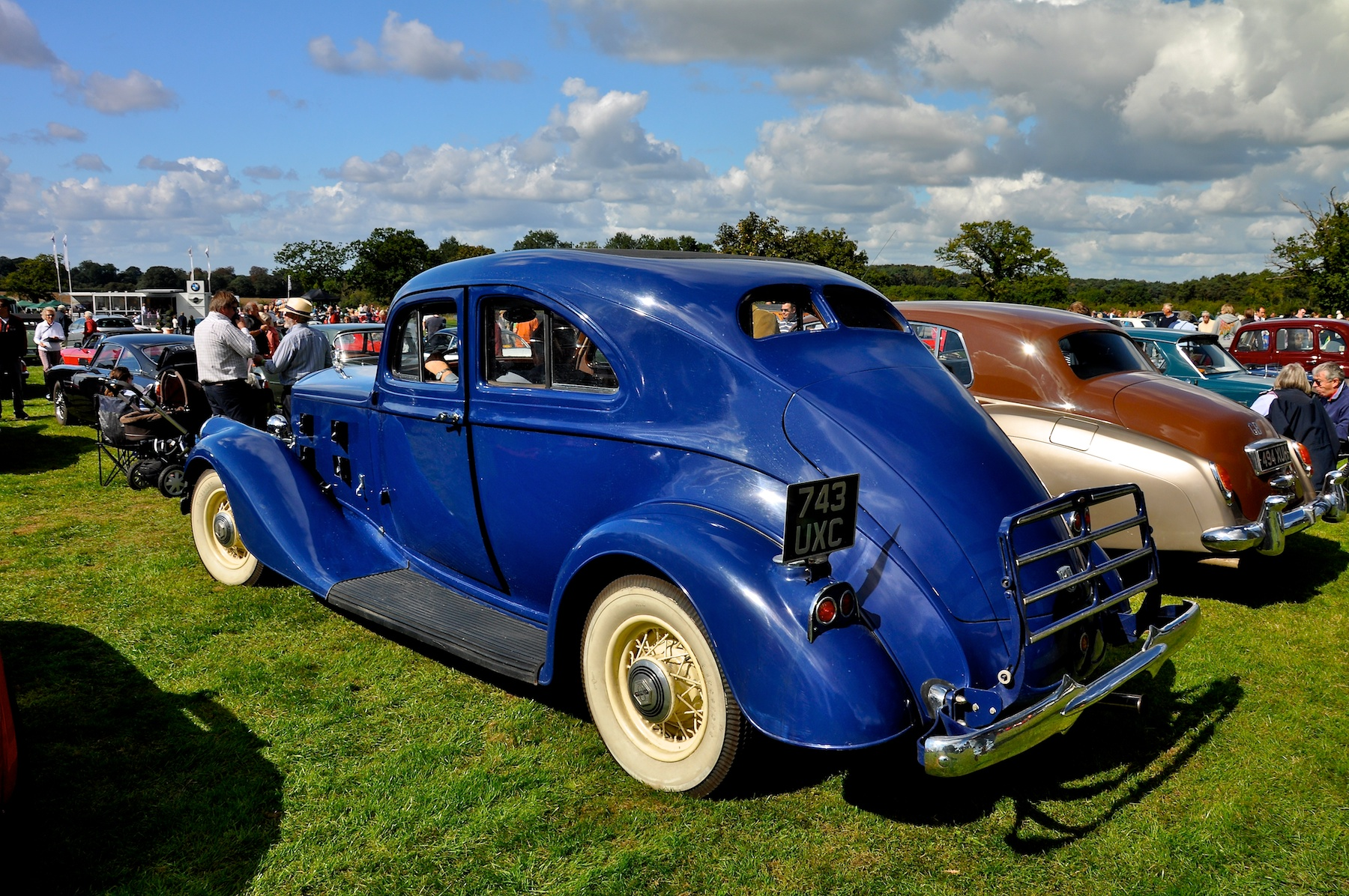
1934 Pierce-Arrow 840A Coupe